# Seigo Shimokawa
Seigo Shimokawa (Hyogo, 17 november 1975) is een voormalig Japans voetballer.

## Clubcarrière
Shimokawa speelde tussen 1996 en 2010 voor Cerezo Osaka, Kawasaki Frontale en Oita Trinita.